# Lilian Rengeruk
Lilian Kasait Rengeruk (ur. 3 maja 1997) – kenijska lekkoatletka, specjalistka od biegów długich.
W 2013 została mistrzynią świata juniorów młodszych na dystansie 3000 metrów. Złota medalistka mistrzostw Afryki w biegach przełajowych w drużynie juniorek (2014). W tym samym roku została wicemistrzynią świata juniorów w biegu na 3000 metrów. Złota i brązowa medalistka mistrzostw świata w biegach przełajowych (2017).

## Osiągnięcia
| Rok  | Impreza                                   | Miejsce   | Konkurencja           | Lokata      | Wynik    |
| ---- | ----------------------------------------- | --------- | --------------------- | ----------- | -------- |
| 2013 | Mistrzostwa świata juniorów młodszych     | Donieck   | bieg na 3000 metrów   | 1. miejsce  | 8:58,74  |
| 2014 | Mistrzostwa Afryki w biegach przełajowych | Kampala   | bieg juniorek         | 5. miejsce  | 19:51    |
| 2014 | Mistrzostwa Afryki w biegach przełajowych | Kampala   | drużyna juniorek      | 1. miejsce  |          |
| 2014 | Mistrzostwa świata juniorów               | Eugene    | bieg na 3000 metrów   | 2. miejsce  | 9:00,53  |
| 2016 | Mistrzostwa Afryki w biegach przełajowych | Jaunde    | bieg juniorek         | 10. miejsce | 19,48    |
| 2017 | Mistrzostwa świata w biegach przełajowych | Kampala   | bieg seniorek         | 3. miejsce  | 32:11    |
| 2017 | Mistrzostwa świata w biegach przełajowych | Kampala   | drużyna seniorek      | 1. miejsce  |          |
| 2018 | Mistrzostwa Afryki                        | Asaba     | bieg na 5000 metrów   | 5. miejsce  | 16:04,51 |
| 2019 | Mistrzostwa świata w biegach przełajowych | Aarhus    | bieg seniorek         | 12. miejsce | 37:35    |
| 2019 | Mistrzostwa świata w biegach przełajowych | Aarhus    | drużyna seniorek      | 2. miejsce  |          |
| 2019 | Igrzyska afrykańskie                      | Rabat     | bieg na 5000 metrów   | 1. miejsce  | 15:33,63 |
| 2019 | Mistrzostwa świata                        | Doha      | bieg na 5000 metrów   | 5. miejsce  | 14:36,05 |
| 2021 | Igrzyska olimpijskie                      | Tokio     | bieg na 5000 metrów   | 12. miejsce | 14:55,85 |
| 2023 | Mistrzostwa świata                        | Budapeszt | bieg na 5000 metrów   | 10. miejsce | 14:59,32 |
| 2023 | Mistrzostwa świata w biegach ulicznych    | Ryga      | bieg na 5 kilometrów  | 2. miejsce  | 14:39    |
| 2024 | Mistrzostwa świata w biegach przełajowych | Belgrad   | bieg seniorek         | 2. miejsce  | 31:08    |
| 2024 | Mistrzostwa świata w biegach przełajowych | Belgrad   | drużyna seniorek      | 1. miejsce  |          |
| 2024 | Igrzyska olimpijskie                      | Paryż     | bieg na 10 000 metrów | 5. miejsce  | 30:45,04 |

## Rekordy życiowe
- Bieg na 3000 metrów – 8:25,90 (2023)
- Bieg na 5000 metrów – 14:23,05 (2023)
- Bieg na 10 000 metrów – 29:26,89 (2024) 6. wynik w historii światowej lekkoatletyki